# 元気全開DAY! DAY! DAY!
- ラブライブ! > ラブライブ!サンシャイン!! > Aqours > CYaRon! > 元気全開DAY! DAY! DAY!

「元気全開DAY! DAY! DAY!」（げんきぜんかいデイ！デイ！デイ！）は、2016年5月11日に発売された、ミニユニット「CYaRon！」のデビューシングル。『ラブライブ！サンシャイン!!』ミニユニットシングル第1弾でもある。

## 概要
CYaRon！のメンバーは、高海千歌（声 - 伊波杏樹）、渡辺曜（声 - 斉藤朱夏）、黒澤ルビィ（声 - 降幡愛）の3人。
2016年4月20日に更新された「ラブライブ！サンシャイン!!Aqours浦の星女学院RADIO!!!」第3回配信分において表題曲が初公開された。
初回生産特典として、ジャケットイラストシールが封入される。

## 収録曲
収録内容におけるボーカル曲は太字、ボイスドラマパートは▲印で表記する。
- CD
  - 全作詞：畑亜貴

  1. 元気全開DAY! DAY! DAY!
    - 作曲・編曲：高田暁

  2. 夜空はなんでも知ってるの？
    - 作曲・編曲：Kon-K

  3. 元気全開DAY! DAY! DAY!（Off Vocal）
  4. 夜空はなんでも知ってるの？(Off Vocal)
  5. 松月(パインムーン)をさがして❤▲
    - 出演：Aqours
    - タイトルになっている松月（しょうげつ）は、沼津市内浦三津に実在する菓子店である。